# Thurø Rev
Thurø Rev er en strandeng beliggende på Thurø. Strandengen afgræsses af blandt andet heste, får og kreaturer, hvilket holder vegatationen nede. Thurø Rev ejes af staten, og er et naturreservat for kystfugle. I reservatet yngler blandt andet dværgterne og præstekraver. Revet var indtil 1976 Danmarks sidste voksested for orkidearten Skrueaks.
Et område på 161 hektar af revet og havet omkring udgør EU-habitatområde 242. 
Der er også en nudistbadestrand.[kilde mangler]

## Eksterne links
1. ↑  Folder fra Skov og naturstyrelsen

- Skov- og Naturstyrelsen om Thurø Rev
- EU-habitatområde 242 Thurø Rev Arkiveret 31. december 2010 hos  Wayback Machine

|  | Denne artikel om lokaliteten Thurø Rev kan blive bedre, hvis der indsættes et (bedre) billede. Du kan hjælpe ved at afsøge Wikimedia Commons for et passende billede eller lægge et op på Wikimedia Commons med en af de tilladte licenser og indsætte det i artiklen. |

55°1′50.08″N 10°42′54.37″Ø / 55.0305778°N 10.7151028°Ø